# Cerchio di corotazione
Il cerchio di corotazione è il cerchio attorno al centro galattico di una galassia a spirale, dove le stelle si muovono alla stessa velocità angolare dei bracci a spirale. Il raggio di questo cerchio è chiamato raggio di corotazione. All'interno del cerchio le stelle si muovono più velocemente e all'esterno si muovono più lentamente dei bracci della spirale.
Il Sole si trova vicino al cerchio di corotazione della Via Lattea.

## Relazione con la materia oscura

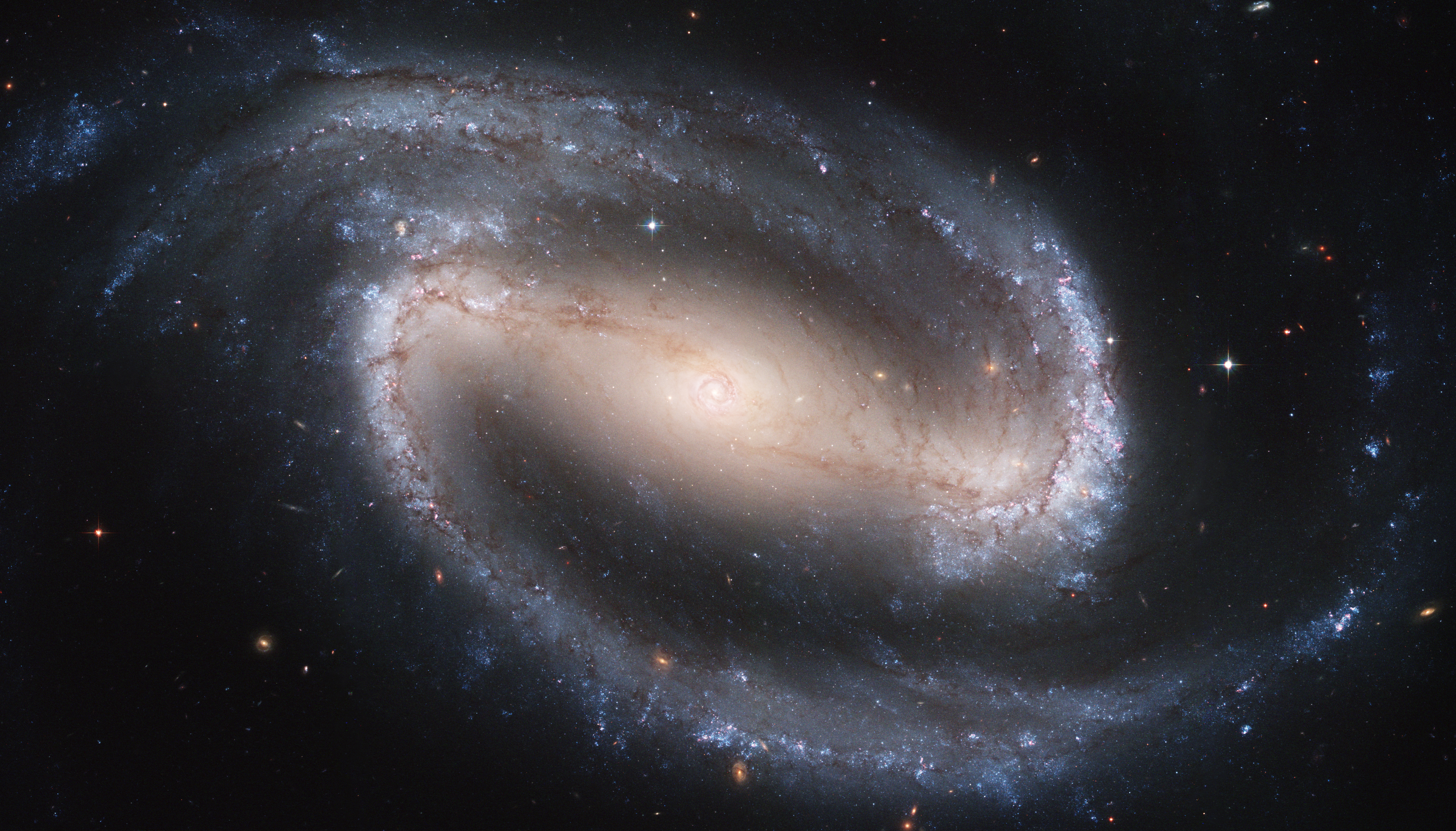
Una galassia a spirale barrata, NGC 1300.

Il cerchio di corotazione assume particolare importanza in relazione alla materia oscura.
Nelle galassie a spirale barrata (la nostra Via Lattea è una galassia di questo tipo secondo gli studi più recenti), le stelle disposte lungo le strutture a barra ruotano più velocemente rispetto a quelle disposte lungo le strutture a braccio, a causa della forza di gravità.  È stato calcolato che se il raggio di corotazione fosse posto a una distanza dal centro della galassia maggiore di 1,4 volte la lunghezza della barra, questo costituirebbe la prova che la rotazione della galassia viene frenata dagli aloni di materia oscura che si suppone permeino lo spazio attorno alla galassia.
Tutte le misurazioni effettuate, laddove le galassie lo hanno reso possibile, hanno finora collocato i cerchi di corotazione a distanze inferiori ad 1,4; il che porterebbe a concludere che la materia oscura non influenza la rotazione galattica.
Uno studio pubblicato su Astrophysical Journal (ApJ) condotto da ricercatori dell'Instituto de Astrofísica de Canarias ha tuttavia mostrato che i bracci delle galassie ruotano più lentamente di quanto si riteneva prima, portando quindi alla conclusione che la materia oscura può influenzare ugualmente la rotazione della galassia anche dove il cerchio di corotazione è posto ad una distanza inferiore al valore di 1,4 di cui si è anzidetto.